# Sci alpino ai XXIV Giochi olimpici invernali - Combinata maschile
La gara di combinata maschile dello sci alpino dei XXIV Giochi olimpici invernali di Pechino si è svolta il 10 febbraio 2022 presso il comprensorio sciistico di Xiaohaituo nella Contea di Yanqing. La vittoria finale è andata all'austriaco Johannes Strolz, che ha concluso la prova con il tempo di 2'31"43, precedendo il norvegese Aleksander Aamodt Kilde e il canadese James Crawford.

## Risultati
| Pos.    | N° | Atleta                  | Nazione       | Discesa | Pos. Discesa | Slalom  | Pos. Slalom | Totale  | Distacco |
| ------- | -- | ----------------------- | ------------- | ------- | ------------ | ------- | ----------- | ------- | -------- |
| Oro     | 6  | Johannes Strolz         | Austria       | 1:43.87 | 4            | 47.56   | 1           | 2:31.43 |          |
| Argento | 10 | Aleksander Aamodt Kilde | Norvegia      | 1:43.12 | 1            | 48.90   | 6           | 2:32.02 | +0.59    |
| Bronzo  | 11 | James Crawford          | Canada        | 1:43.14 | 2            | 48.97   | 7           | 2:32.11 | +0.68    |
| 4       | 9  | Justin Murisier         | Svizzera      | 1:44.14 | 6            | 48.15   | 3           | 2:32.29 | +0.86    |
| 5       | 5  | Marco Schwarz           | Austria       | 1:44.07 | 5            | 48.64   | 4           | 2:32.71 | +1.28    |
| 6       | 1  | Barnabás Szőllős        | Israele       | 1:45.04 | 11           | 48.14   | 2           | 2:33.18 | +1.75    |
| 7       | 18 | Raphael Haaser          | Austria       | 1:44.63 | 10           | 48.64   | 4           | 2:33.27 | +1.84    |
| 8       | 7  | Broderick Thompson      | Canada        | 1:44.39 | 8            | 49.81   | 8           | 2:34.20 | +2.77    |
| 9       | 21 | Brodie Seger            | Canada        | 1:43.54 | 3            | 51.49   | 10          | 2:35.03 | +3.60    |
| 10      | 12 | Christof Innerhofer     | Italia        | 1:44.19 | 7            | 51.61   | 11          | 2:35.80 | +4.37    |
| 11      | 14 | Marco Pfiffner          | Liechtenstein | 1:45.11 | 13           | 51.29   | 9           | 2:36.40 | +4.97    |
| 12      | 4  | Jack Gower              | Irlanda       | 1:45.16 | 14           | 52.58   | 12          | 2:37.74 | +6.31    |
| 13      | 27 | Arnaud Alessandria      | Monaco        | 1:45.79 | 15           | 58.41   | 16          | 2:44.20 | +12.77   |
| 14      | 22 | Ivan Kovbasnyuk         | Ucraina       | 1:49.13 | 21           | 55.30   | 14          | 2:44.43 | +13.00   |
| 15      | 25 | Albin Tahiri            | Kosovo        | 1:52.44 | 22           | 55.85   | 15          | 2:48.29 | +16.86   |
| 16      | 23 | Zhang Yangming          | Cina          | 1:55.25 | 23           | 54.47   | 13          | 2:49.72 | +18.29   |
| 17      | 26 | Xu Mingfu               | Cina          | 1:55.32 | 24           | 1:05.08 | 17          | 3:00.40 | +28.97   |
|         | 3  | Jan Zabystřan           | Rep. Ceca     | 1:44.54 | 9            | DNF     | DNF         | DNF     | DNF      |
|         | 13 | Alexis Pinturault       | Francia       | 1:45.04 | 11           | DNF     | DNF         | DNF     | DNF      |
|         | 17 | Simon Jocher            | Germania      | 1:45.80 | 16           | DNF     | DNF         | DNF     | DNF      |
|         | 15 | Loïc Meillard           | Svizzera      | 1:45.91 | 17           | DNF     | DNF         | DNF     | DNF      |
|         | 24 | Henrik von Appen        | Cile          | 1:46.51 | 18           | DNF     | DNF         | DNF     | DNF      |
|         | 19 | Trevor Philp            | Canada        | 1:46.84 | 19           | DNF     | DNF         | DNF     | DNF      |
|         | 16 | Luca Aerni              | Svizzera      | 1:47.03 | 20           | DNF     | DNF         | DNF     | DNF      |
|         | 2  | Miha Hrobat             | Slovenia      | DNF     | DNF          | DNF     | DNF         | DNF     | DNF      |
|         | 8  | Nejc Naraločnik         | Slovenia      | DNF     | DNF          | DNF     | DNF         | DNF     | DNF      |
|         | 20 | Yannick Chabloz         | Svizzera      | DNF     | DNF          | DNF     | DNF         | DNF     | DNF      |